# Disputationes

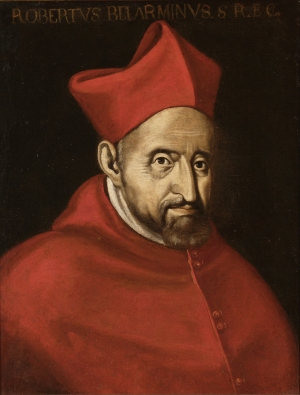
sant Robert Bellarmino

Disputationes (títol complet: Disputationes de Controversiis christianae Fidei adversus hujus haereticos temporis, també coneguda com a De Controversiis) és una obra de dogmàtica escrita per Roberto Bellarmino. S'ha descrit com "la defensa definitiva del poder papal". Després de la seva publicació, Belarmino va ser considerat com l'apologista més important de Roma, en la doctrina i el poder papal.
Va ser escrit mentre Belarmino estava donant una conferència al Col·legi Romà, i va ser publicat per primera vegada, a Ingolstadt, en tres volums (1581, 1582, 1593). Aquest treball fou el primer intent de sistematitzar les diverses controvèrsies del temps, i va fer una impressió enorme a tot Europa, la força dels seus arguments contra el protestantisme seran percebudes de forma aguda a Alemanya i Anglaterra, Thomas Hobbes, Theodore Beza i John Rainolds van escriure els principals countergarguments del treball.
El primer volum tracta de la Paraula de Déu, de Crist i del Papa, i el segon de l'autoritat dels concilis ecumènics, i de l'Església, i el tercer dels sagraments i de La gràcia divina, el lliure albir, la justificació, i les bones obres.
Per molt que els protestants no avalessin les teories de Bellarmino, en realitat era moderada en la seva defensa del poder papal. El 1590, el Papa Sixt V va incloure el primer volum a l'Index Librorum Prohibitorum per negar l'hegemonia temporal del papat. El raonament de Bellarmino va ser que, encara que el Papa fos el vicari de Crist no devia usar el seu poder temporal per segons que, ja que Crist no va fer ús del seu poder temporal.
La part més important de l'obra està continguda en els cinc llibres sobre el Papa. En aquests, després d'una introducció especulativa sobre les formes de govern en general, Belarmino diu que un govern monàrquic i el poder temporal relacionats són necessaris per a l'Església, per preservar la unitat i l'ordre dintre d'ella. Admetent que un papa heretge pot ser lliurement jutjat i destituït per l'Església, ja que pel fet mateix de la seva heretgia, deixaria de ser Papa, o fins i tot un membre de l'Església.
La tercera secció discuteix l'Anticrist. Belarmino dona en la seva totalitat la teoria establerta pels Pares de l'Església, d'un Anticrist personal per venir just abans de la fi del món i que aquest seria acceptat pels jueus i entronitzat al temple de Jerusalem, tractant d'aquesta manera la postura protestant que veu en el Papa l'Anticrist.